# وتیپکوئین (مریلند)
وتیپکوئین (به انگلیسی: Wetipquin) یک منطقهٔ مسکونی در ایالات متحده آمریکا است که در شهرستان ویکومیکو واقع شده‌است.